# Mazda Familia
Der Mazda Familia war ein Pkw der unteren Mittelklasse bzw. Mittelklasse, den Mazda in Japan für den japanischen und anfänglich auch US-amerikanischen Markt in den Jahren 1964–2003 herstellte. Er wurde gefertigt
- 1964–1967 als Mazda 800/1000
- 1967–1977 als Mazda 1000/1200/1300
- 1972–1977 als Mazda RX-3
- 1973–1976 als Mazda 808/818
- 1976–1977 als Mazda Mizer
- 1977–2003 als Mazda 323/Allegro/Artis/Etude/Genki/GLC/Protegé und in Lizenz als Ford Activa/Tonic sowie als Sao Penza